# Konradin Franzini

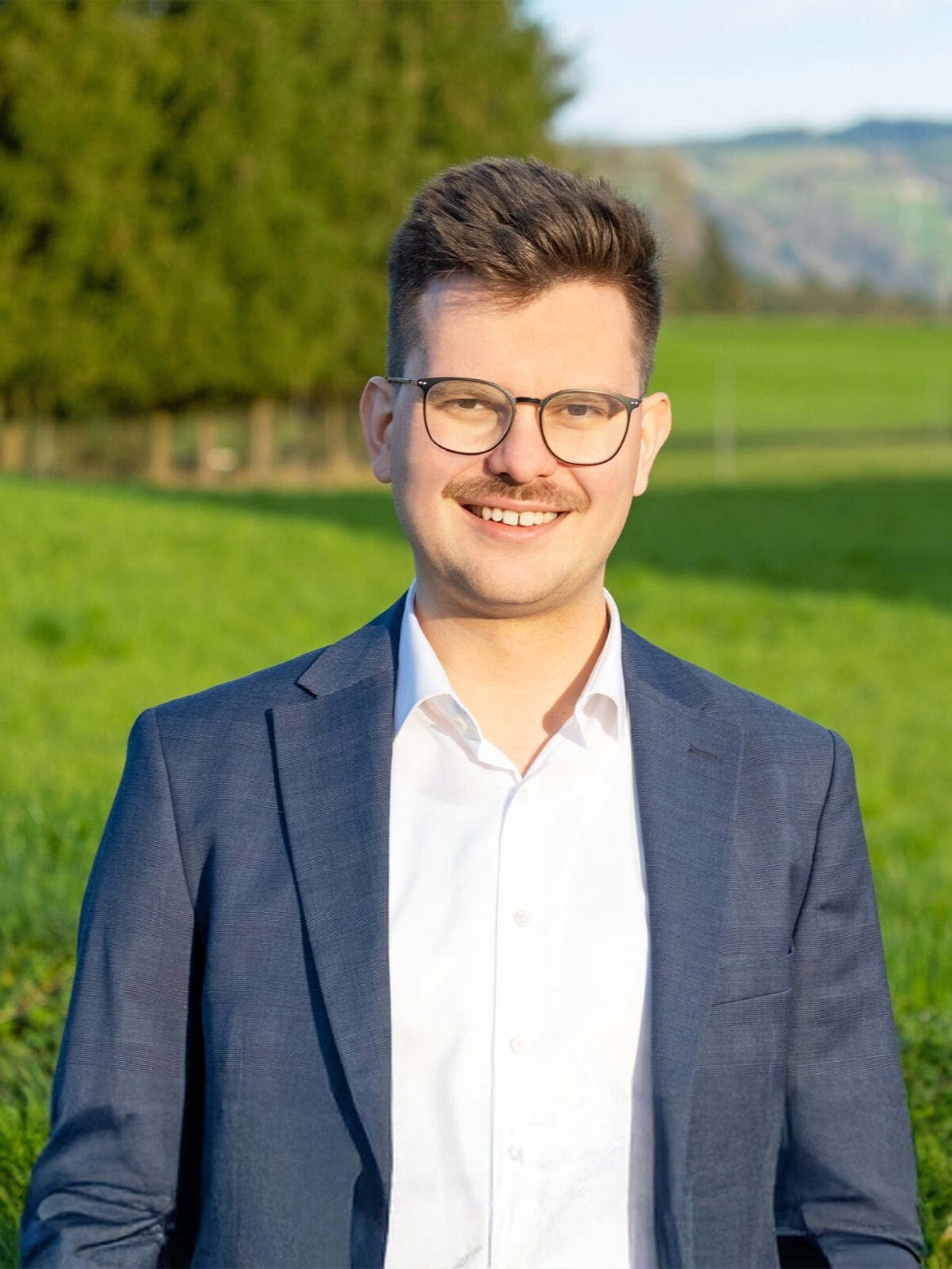
Konradin Franzini (2025)

Konradin Franzini (* 11. Mai 1998 in Cham ZG) ist ein Schweizer Politiker (Alternative – die Grünen Zug). Er ist Mitglied des Zuger Kantonsrats und Co-Präsident der Grünen Risch-Rotkreuz.

## Leben
Franzini wuchs mit seinem älteren Bruder Luzian Franzini in Rotkreuz ZG auf. Er absolvierte die kaufmännische Lehre sowie die Berufsmaturität. Nach dem Passerellen-Lehrgang studierte er an der Universität Zürich und an der Freien Universität Berlin Politikwissenschaft und Geschichte und schloss mit dem Bachelor ab. Er setzt sein Studium in Geschichte und Politikwissenschaft an der Universität Bern fort. Franzini lebt in Rotkreuz ZG.

## Politik
Franzini war zwischen 2015 und 2022 im Vorstand der Jungen Alternative Zug und von 2016 bis 2020 deren Co-Präsident. Er ist seit 2017 im Vorstand der Grünen Risch-Rotkreuz und amtet seit 2024 als Co-Präsident. Zudem war er zwischen 2017 und 2023 im Vorstand der Alternative – die Grünen Kanton Zug. Auf kantonaler Ebene lancierte er die Zuger Transparenzinitiative, die eine Offenlegung der Finanzen und Interessenbindungen in der Zuger Politik fordert. Nach einer ungültigen Abstimmung wurde der Gegenvorschlag angenommen. Seit Mai 2025 ist Franzini Zuger Kantonsrat und Mitglied der parlamentarischen Untersuchungskommission sowie der erweiterten Justizprüfungskommission.